# Chisternon
Genre
Espèces de rang inférieur
- † Chisternon undatum Leidy, 1871, espèce type
- † Chisternon hebraicum Cope[1], 1872

Chisternon est un genre éteint de tortues d'eau douce de la famille également éteinte des Baenidae.
Ses restes fossiles ont été mis au jour principalement au Wyoming dans les formations géologiques de Bridger et de Green River, et en Utah. Ils sont datés de l'Éocène inférieur à moyen, soit il y a environ entre 50 et 40 Ma (millions d'années).

## Liste des espèces
Deux espèces sont rattachées au genre : 
- † Chisternon undatum Leidy, 1871, espèce type ;
- † Chisternon hebraicum Cope, 1872[1], nommée à l'origine Baena hebraica, puis renommée par O. P. Hay en 1908[2].

## Description
Comme tous les baénidés, Chisternon possède une queue exceptionnellement longue par rapport aux tortues actuelles,. Il était aussi incapable de rétracter la tête dans sa carapace.
Sa carapace relativement arrondie pouvait dépasser 1,3 mètre de longueur.

## Paléobiologie
Cette tortue vivait dans des rivières et lacs peu profonds où elle pouvait se déplacer grâce à ses fortes pattes et se nourrir de poissons, crevettes et de mollusques.